# Dubrave Donje
Dubrave Donje es una población rural de la municipalidad de Živinice, en Bosnia y Herzegovina.

## Demografía
Hasta 2013 la población era de 2224 habitantes.